# Prvenstvo Portugala u velikom rukometu
Prvenstva Portugala u velikom rukometu su igrana između 1939. i 1975. godine.

## Popis prvaka
| godina | prvak               |
| ------ | ------------------- |
| 1939.  | Porto               |
| 1940.  | Porto               |
| 1941.  | Porto               |
| 1942.  | Porto               |
| 1943.  | Porto               |
| 1944.  | Porto               |
| 1945.  | Porto               |
| 1946.  | CUF Lisabon         |
| 1947.  | Porto               |
| 1948.  | Belenenses Lisabon  |
| 1949.  | Porto               |
| 1950.  | Porto               |
| 1951.  | Porto               |
| 1952.  | Porto               |
| 1953.  | Porto               |
| 1954.  | Porto               |
| 1955.  | Porto               |
| 1956.  | Porto               |
| 1957.  | Porto               |
| 1958.  | Porto               |
| 1959.  | Porto               |
| 1960.  | Porto               |
| 1961.  | Sporting CP Lisabon |
| 1962.  | Benfica Lisabon     |
| 1963.  | Salgueiros Porto    |
| 1964.  | Salgueiros Porto    |
| 1965.  | Sporting CP Lisabon |
| 1966.  | Sporting CP Lisabon |
| 1967.  | Porto               |
| 1968.  | Porto               |
| 1969.  | Porto               |
| 1970.  | Porto               |
| 1971.  | Porto               |
| 1972.  | Porto               |
| 1973.  | Porto               |
| 1974.  | Porto               |
| 1975.  | Porto               |

### Vječna ljestvica
| naslova | klub                                             |
| ------- | ------------------------------------------------ |
| 29      | Porto                                            |
| 3       | Sporting CP Lisabon                              |
| 2       | Salgueiros Porto                                 |
| 1       | Belenenses Lisabon, Benfica Lisabon, CUF Lisabon |

## Poveznice
- Portugalsko rukometno prvenstvo